# 艾瑞克·亞當斯
埃里克·勒罗伊·亚当斯（英語：Eric Leroy Adams；1960年9月1日—），美国政治人物、作家和退休警官，曾任纽约市布鲁克林区第18任区长，2021年代表民主黨投入2021年纽约市市长选举並於11月當選，於2022年1月1日就任紐約市市長（第110任），繼丁金斯之後，成為紐約市第二位非裔市長。2025年4月，由于难以获得2025年纽约市长选举民主党提名，他宣布以独立身份竞选连任。

## 經歷
亚当斯曾在纽约市交通警察局（New York City Transit Police）和纽约市警察局担任警官超过20年，并以上尉的身份退休。2006年至2013年，他在纽约州参议院任职，代表布鲁克林的第20参议院选区。2013年11月，亚当斯当选布鲁克林区区长，这是首位担任该职位的非裔美国人，并于2017年11月连任。
2020年11月17日，亚当斯宣布竞选纽约市市长，早期民调显示亚当斯一度落后于杨安泽，但后来声势上扬；2021年7月6日，亚当斯正式成为该市市长的民主党候选人，面对共和党候选人柯蒂斯·斯莱瓦，最終成功當選。
2024年9月26日，亞當斯被聯邦政府正式起訴5項罪名，包括公共腐敗、電匯欺詐、非法接受外國捐款和受賄等，他是紐約市史上第一個被起訴的在任市長。亞當斯否認相關控罪，但遭到民主黨政客的普遍批評和下台要求。
2025年2月10日，美國司法部指示取消對艾瑞克·亞當斯的貪污和濫權起訴，理由是臨近選舉和「起訴可能妨礙他協助總統特朗普打擊非法移民的能力」。該決定導致代理檢察官沙遜（Danielle Sassoon）、助理檢察官斯科騰（Hagan Scotten）等人請辭，他們指責聯邦政府出於「利益交換」而撤銷起訴。
2025年2月18日，四位紐約市副市長托瑞斯-斯普林格（Maria Torres-Springer）、約希（Meera Joshi）、威廉斯-伊索姆（Anne Williams-Isom）與派克（Chauncey Parker）等人質疑亞當斯接受特朗普政府的「交易條件」而選擇集體請辭。紐約州州長凱西·霍楚則在聲中明表示事件「引發人們對本屆市長政府長遠前景的嚴重質疑」。
2025年4月，法官以無法強迫司法部起訴亞當斯為由駁回了對他的訴訟。

## 爭議

### 裙帶關係指控
亞當斯上任後不久便任命56歲弟弟擔任紐約市警局副局長，年薪24萬2000美元。這決定引起了公眾對亞當斯利用裙帶關係的指控，其後亞當斯收回任命副局長的決定，改成任命弟弟擔任市長安全執行主任，年薪21萬。

### 腐败指控
2024年9月26日，联邦检察官公布一份起诉书，指控亚当斯在10年间秘密获利超过10万美元，并对收取的好处进行相应措施进行掩盖和伪造。亚当斯面临包括贿赂、欺诈和索取外国公民的捐款等5项刑事指控。
2024年9月27日，亚当斯对上述罪名指控表示否认，他与律师在短暂出庭期间提出无罪抗辩，并得以无保释放。

## 個人生活
亚当斯从未结过婚，但与前女友育有一子。